# 미이군

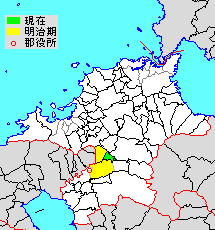
후쿠오카현 미이군의 위치 (녹색: 다치아라이정)

미이군(일본어: 三井郡, みいぐん)은 일본 후쿠오카현의 군이다.
인구 15,863명, 면적 22.84km², 인구밀도 695명/km².(2025년 3월 1일, 추계인구)
이하 1정으로 구성된다.
- 다치아라이정(大刀洗町)

## 군역
1896년 행정 구역으로 발족 당시의 군역은 위의 1정 외에 아래 구역에 해당한다.
- 구루메시의 일부
- 오고리시 전역

## 역사

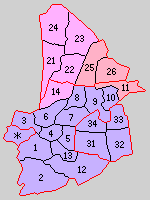
1.고쿠부촌 2.고다라키촌 3.후시하라촌 4.아이카와촌 5.야마카와촌 6.미야노진촌 7.유게촌 8.기타노촌 9.오키촌 10.가네시마촌 11.오제키촌 12.고라우치촌 13.미이정 14.아지사카촌 21.오고리촌 22.미하라촌 23.다테이시촌 24.미쿠니촌 25.다치아라이촌 26.혼고촌 31.야마모토촌 32.구사노정 33.오하시촌 34.젠도지촌 (보라: 구루메시 분홍: 오고리시 빨강: 다치아라이정 ＊: 출범 당시의 구루메시)

- 1896년 4월 1일 - 군제 시행에 따라 미이군(御井郡)·미하라군(御原郡)·야마모토군(山本郡)의 구역으로 '미이군(三井郡)이 발족.(2정 22촌)
  - 구 미이군(1정 13촌) - 고쿠부촌(国分村), 고다라키촌(上津荒木村), 후시하라촌(節原村), 아이카와촌(合川村), 야마카와촌(山川村), 미야노진촌(宮ノ陣村), 유게촌(弓削村), 기타노촌(北野村), 오키촌(大城村), 가네시마촌(金島村)(현 구루메시), 오제키촌(大堰村)(현 다치아라이정), 고라우치촌(高良内村), 미이정(御井町)(현 구루메시), 아지사카촌(味坂村)(현 오고리시)
  - 구 미하라군(6촌) - 오고리촌(小郡村), 미하라촌(御原村), 다테이시촌(立石村), 미쿠니촌(三国村)(현 오고리시), 다치아라이촌(大刀洗村), 혼고촌(本郷村)(현 다치아라이정)
  - 구 야마모토군(1정 3촌) - 야마모토촌(山本村), 구사노정(草野町), 오하시촌(大橋村), 젠도지촌(善導寺村)(현 구루메시)
- 1901년 4월 9일 - 기타노촌이 정제 시행으로 기타노정(北野町)이 됨.(3정 21촌)
- 1922년 8월 1일 - 고쿠부촌이 정제 시행으로 고쿠부정(国分町)이 됨.(4정 20촌)
- 1923년 8월 1일 - 후시하라촌이 구루메시에 편입.(4정 19촌)
- 1924년 11월 1일 - 고쿠부정이 구루메시에 편입.(3정 19촌)
- 1940년 2월 11일 - 젠도지촌이 정제 시행으로 젠도지정(善導寺町)이 됨.(4정 18촌)
- 1943년 10월 1일 - 미이정이 구루메시에 편입.(3정 18촌)
- 1951년
  - 4월 1일 - 고다라키촌·아이카와촌·야마카와촌이 구루메시에 편입.(3정 15촌)
  - 6월 1일 - 고라우치촌이 구루메시에 편입.(3정 14촌)
- 1953년 12월 1일 - 오고리촌이 정제 시행으로 오고리정(小郡町)이 됨.(4정 13촌)
- 1955년
  - 3월 1일 - 기타노정·유게촌·오키촌·가네시마촌이 합병하여, 새로이 기타노정이 발족.(4정 10촌)
  - 3월 31일(5정 3촌)
    - 오제키촌·혼고촌·다치아라이촌이 합병하여, 다치아라이정(大刀洗町)이 발족.
    - 오고리정·아지사카촌·미쿠니촌·미하라촌·다테이시촌이 합병하여, 새로이 오고리정이 발족.
- 1958년 9월 1일 - 미야노진촌·야마모토촌이 구루메시에 편입.(5정 1촌)
- 1959년 4월 1일 - 젠도지정·오하시촌이 합병하여, 새로이 젠도지정이 발족.(5정)
- 1960년 7월 1일 - 구사노정이 구루메시에 편입.(4정)
- 1967년 4월 1일 - 젠도지정이 구루메시에 편입.(3정)
- 1972년 4월 1일 - 오고리정이 시제 시행으로 오고리시(小郡市)가 되어, 군에서 이탈.(2정)
- 2005년 2월 5일 - 기타노정이 구루메시에 편입.(1정)